# 卜部亮吾侍従日記
『卜部亮吾侍従日記』（うらべりょうごじじゅうにっき）は、昭和天皇と香淳皇后に仕えた侍従卜部亮吾が、記していた約32年間の日記である。

## 紹介
昭和後期から平成への代替わりの実務を仕切った当時の経緯と、晩年の昭和天皇の姿がわかる歴史的資料とされる。2007年に発見され、同年朝日新聞社（全5巻）で刊行された。
卜部日記は、侍従となった1969年12月から死去直前の2002年2月までの32年間、ほぼ毎日記されている。卜部は侍従（広報担当）として、昭和天皇の地方巡幸に常につきそっており、最後の地方巡幸となった1987年春の伊豆大島（前年に噴火した）訪問にも付き添っていた。また昭和天皇崩御・大喪〈1989年（昭和64年/平成元年）〉前後の動静・内情、特に昭和から平成への代替わりの実務を仕切った当時の経緯と、天皇自身の晩年の姿が判る事で貴重な史料とされる。
日記には、昭和天皇の晩年の闘病生活と先の大戦にたいする悔恨や国民への気配りなど、天皇の人柄をしのばせる記述が特に重要視されている。特に注目されるのは、昭和天皇が晩年あまり多くを語らなかった過去に対する思いや、靖国神社に対する考えなどが記述されている。なお1巻目と5巻目は、昭和から平成への代替わりに重点が置かれているので抄版である。

## 報道
『朝日新聞』2007年4月26日朝刊で、翌4月27日には『読売新聞』・『毎日新聞』・『日本経済新聞』主要各紙は朝刊で、皇室の広報を担当した元侍従の卜部亮吾の日記が公開されたと報じた上で「A級戦犯合祀が直接の原因で天皇は靖国神社参拝を取りやめたという富田メモの事実が、あらためて確認された」と報じた。各紙は、『卜部亮吾侍従日記』のうち次の部分を紹介した。
- 1988年4月28日の日記には「お召しがあったので吹上へ 長官拝謁のあと出たら靖国の戦犯合祀と中国の批判・奥野発言のこと」との記述があった。
- 2001年7月31日の日記には「靖国神社の御参拝をお取り止めになった経緯 直接的にはA級戦犯合祀が御意に召さず」との記述があった。
- 2001年8月15日の日記には「靖国合祀以来天皇陛下参拝取止めの記事 合祀を受け入れた松平永芳（宮司）は大馬鹿」との記述があった。

## 刊行書誌
- 『昭和天皇最後の側近 卜部亮吾侍従日記』〈全5巻〉（朝日新聞社、2007年5月 - 9月）
  - 監修は御厨貴、岩井克己（朝日新聞の宮内庁詰め記者）
  - 第1巻は昭和45年 - 昭和59年、第2巻は昭和60年 - 昭和61年、第3巻は昭和62年 - 昭和63年
  - 第4巻は昭和64年 - 平成2年、第5巻は平成3年 - 平成14年
- 『卜部日記、富田メモで読む人間・昭和天皇』（朝日新聞出版　2008年3月）
  - 半藤一利／御厨貴／原武史 の鼎談ほかでの解説